# Herman II (arcybiskup Kolonii)
Herman II, także Heriman (ur. ok. 995, zm. 11 lutego 1056) – arcybiskup Kolonii w latach 1036–1056, pochodzący z rodu Ezzonidów.

## Życiorys
Herman był synem palatyna Ezzona i Matyldy Saksońskiej, bratem królowej Polski Rychezy i opatki Teofano.
W 1036 cesarz Konrad II mianował go arcybiskupem Kolonii. W 1051 ochrzcił syna cesarza Henryka III, późniejszego cesarza Henryka IV. Trzy lata później, 17 lipca 1054 koronował Henryka IV na króla niemieckiego. Ta koronacja spowodowała protest arcybiskupa Moguncji, który rościł sobie prawo do prowadzenia tej ceremonii. Za pontyfikatu niemieckiego papieża Leona IX sprawował urząd arcykanclerza Stolicy Apostolskiej.
Herman rozwinął w Kolonii rozległą działalność budowlaną, zamierzając miasto przekształcić w sensie liturgicznym na wzór Rzymu. Dzięki tej aktywności i przez przywłaszczenie prawa koronacji chciał osiągnąć przewagę nad arcybiskupami Trewiru i Moguncji. W jego zamyśle katedra w Kolonii odpowiadała bazylice św. Piotra, a kościół Panny Marii na Kapitolu rozbudowany przez Hermana i jego siostrę Idę był odpowiednikiem bazyliki Santa Maria Maggiore. Arcybiskup jest fundatorem krzyża Hermana i Idy pochodzącego zapewne z kościoła St. Maria im Kapitol, który jest obecnie przechowywany w Muzeum Diecezjalnym w Kolonii. Herman został pochowany w katedrze kolońskiej.